# Stanisławiwka (obwód żytomierski)
Stanisławiwka (ukr. Станіславівка) – wieś na Ukrainie, w obwodzie żytomierskim, w rejonie żytomierskim, w hromadzie Cudnów. W 2001 liczyła 219 mieszkańców, spośród których 217 wskazało jako ojczysty język ukraiński, a 2 rosyjski.